# Eréndira (Oper)
Eréndira ist eine Oper in sechs Szenen von Violeta Dinescu (Musik) mit einem Libretto von Monika Rothmaier nach der Erzählung Die unglaubliche und traurige Geschichte von der einfältigen Eréndira und ihrer herzlosen Großmutter von Gabriel García Márquez. Die Uraufführung fand am 18. März 1992 im Kammertheater der Staatsoper Stuttgart statt.

## Handlung

### Erste Szene: „Der Wind des Unglücks weht…“
Eréndira lebt zusammen mit ihrer Großmutter in einem einsamen Palast in der Wüste. Während Eréndira ihr beim Ankleiden hilft, schwelgt die Großmutter in Erinnerungen an ihren Ehemann Amadis und den gleichnamigen Sohn, die ihren Lebensunterhalt mit Schmuggeln verdient haben und beide längst tot und im Hof des Palasts begraben sind. Außer um ihre Großmutter kümmert sich Eréndira auch klaglos um den Haushalt. Unter anderem muss sie unzählige Uhren aufziehen, die immer schneller laufen. Sie arbeitet so hart, dass sie im Gehen einschläft, während sie einen Suppentopf trägt, und lässt diesen bei einem Glockenschlag vor Schreck fallen. Noch nachdem sie die Großmutter am Abend zu Bett gebracht hat, muss sie Wäsche bügeln, die Blumen hinaus stellen und den „Gräbern zu trinken“ geben. Als sie sich endlich schlafen legen kann, vergisst sie vor Müdigkeit, ihren Kandelaber zu löschen. Ein Windstoß wirft ihn um, und Feuer bricht aus.

### Zweite Szene: „Aufbruch ans Meer“
Am nächsten Tag ist der Palast vollständig niedergebrannt. Indios aus dem Dorf sammeln die Überreste in Säcken. Es regnet. Eréndira ist verzweifelt, da die Großmutter ihr die Schuld an dem Unglück gibt. Um den finanziellen Verlust auszugleichen, muss sich Eréndira prostituieren. Die Großmutter feilscht mit den Freiern, die das Mädchen wie ein Tier begutachten. Als erster kommt ein Krämer zum Zug, der Eréndira hinter der Bühne brutal vergewaltigt. Unterdessen wirbt die Großmutter weitere Freier an, darunter einen armen Postboten, der als Gegenleistung Werbung für sie machen soll. Ein anderer Mann, Ulysses, möchte Eréndira ganz zu sich nehmen, kann aber die von der Großmutter errechneten Restschulden in Höhe von 871.895 Pesos nicht zahlen. Inzwischen haben die Arbeiter die noch brauchbaren Gegenstände auf ein Fuhrwerk geladen. Die beiden Frauen ziehen fort.

### Dritte Szene: „In der Wüste…“
Die Großmutter hat sich mit Eréndira in einem Vergnügungspark in einem kolumbianischen Slum zwischen Schwarzmarkthändlern und Indios niedergelassen, wo sie ihre herausgeputzte Enkelin mit Schildern wie „Eréndira ist besser“ oder „Kein Leben ohne Eréndira“ anpreist. Obwohl Eréndira schwer unter den Misshandlungen leidet, geht die Großmutter davon aus, dass sie ihre Schuld erst in „acht Jahren, sieben Monaten und elf Tagen“ abbezahlt haben wird. Ulysses ist den beiden hierher gefolgt und versucht, Eréndira freizukaufen. Die Großmutter weist ihn mit der Begründung ab, dass er Pech bringe: „Ohne Flügel kommst du mir nicht hinein!“ Erst als Eréndira vor Erschöpfung dem Tode nahe ist, treibt die Großmutter die letzten zehn wartenden Männer davon. Eréndira soll zur Erholung ein Salbeibad nehmen.

### Vierte Szene: „Durch die Träume…“
Nach dem Bad will Eréndira zu Bett gehen. „Tränen der Erschöpfung laufen ihr über die Wangen.“ Die bereits schlafende Großmutter träumt von ihrer Jugend und ihren beiden Amadisen. Ulysses nutzt die Gelegenheit, um mit Eréndira zu sprechen und ihr das Geld zu geben. Er hilft ihr beim Wechseln des Bettlakens. Trotz Ulysses schamhafter Ungeschicklichkeit kommen sich die beiden näher. Er erzählt ihr von seinem Leben als Schmuggler wertvoller Orangen, die von innen leuchten. Die beiden lieben sich, bis Eréndira glücklich einschläft. Ulysses verlässt leise das Zelt.

### Fünfte Szene: „Sehnsüchte“
Eréndira wurde entführt und in einem Moskitonetz eingewickelt in eine Klosterzelle gebracht. Nonnen kleiden sie schlicht ein und schneiden ihre Haare zu einem Bürstenkopf. Eréndira weigert sich, ihnen von ihrem Leben zu erzählen.
Am Morgen bemerkt die Großmutter den Überfall. Wütend lässt sie sich von den Indios in der Sänfte zum Kloster tragen. Ein Missionar versucht, sie daran zu hindern, da er Eréndira „vor Unmoral“ schützen will. Als aber die Großmutter auf ihre „Verbindungen zu den höchsten Kreisen“ hinweist, zieht er sich zurück. Sie sucht nun Unterstützung beim Bürgermeister – doch der meint, seine Aufgabe sei es lediglich, Regen zu machen. Auch ein Schmuggler verweigert ihr seine Hilfe – er will sich nicht „in Gottesangelegenheiten“ einmischen. Im Kloster haben sich schwangere Frauen versammelt, die zeremoniell verheiratet werden sollen. Dafür werden Männer hineingelassen. Die Großmutter spricht einen von ihnen an. Sie erfährt, dass man ihm für seine Erstkommunion fünf Pesos versprochen habe, und bietet ihm zwanzig, wenn er Eréndira heiratet. Der junge Mann geht ins Kloster, erhält den Segen und legt Eréndira bei der Hochzeitszeremonie einen weißen Kranz auf das Haar. Anschließend fragt er sie nach ihren Wünschen. Eréndira möchte die Gegend verlassen.

### Sechste Szene: „Gegen den Wind“
Auf der Plantage mit den von innen leuchtenden Orangen sehnt sich Ulysses nach Eréndira. Er entwendet drei der kostbaren Orangen und macht sich auf die Suche nach ihr.
Die Großmutter und Eréndira leben nun in einem prächtigen Zelt an der Meeresküste. Obwohl sie nun zu Reichtum gekommen sind, hat sich ihr Verhältnis nicht geändert. Die Großmutter verspricht ihr, dass sie nach ihrem Tod ein freies und glückliches Leben in ihrem eigenen Haus führen werde. Eréndira gefällt dieser Gedanke. Sie ergreift heimlich ein Messer. Doch gerade als sie zustechen will, spricht die Großmutter sie an, um ihr die Arbeiten des nächsten Tages zu erklären. Eréndira lässt das Messer fallen.
Nachdem die Großmutter zu Bett gegangen ist, erscheint Ulysses und zeigt Eréndira die Orangen. Im Inneren befindet sich ein echter Diamant. Damit können sie um die ganze Welt reisen. Die beiden lieben sich. Eréndira überredet Ulysses, die Großmutter zu töten.
Ulysses bringt der Großmutter eine Geburtstagstorte „mit 72 rosaroten Kerzchen“, welche sie mit großem Genuss verspeist. Obwohl Ulysses die Torte mit reichlich Arsenik vergiftet hatte, stirbt die Großmutter nicht, sondern gerät in einen Wahnzustand, phantasiert, tanzt und singt mit heiserer Stimme. Schließlich nimmt er ein Messer und sticht es ihr erst in die Brust, dann in den Rücken. Die Großmutter wehrt sich jedoch und wird sogar zunehmend kräftiger. Erst als er ihr den Bauch aufschlitzt, erreicht er sein Ziel: „Eine grüne Fontäne stößt aus Großmutters Leib. Leblos liegt sie am Boden.“ Eréndira hat dem Kampf teilnahmslos zugesehen. Nachdem sie sich von ihrem Tod vergewissert hat, verlässt sie das Zelt. Ulysses versucht, ihr zu folgen. Er ruft nach ihr mit „herzzerreißenden Schreien, die jedoch nicht mehr die eines Geliebten waren, sondern die eines Sohnes“.

## Gestaltung
Die Oper verzichtet auf das südamerikanische Ambiente der Vorlage. Die Handlung ist in einzelne Bilder und Bildfragmente unterteilt. Die drei Zeitebenen von Vergangenheit, Gegenwart und Zukunft verschmelzen ebenso wie echtes und eingebildetes Geschehen. Die Komponistin ergänzte die äußere Handlung durch eine zu dieser asynchron ablaufende innere. Sie selbst erklärte dies folgendermaßen:

„In meine Musik habe ich also nicht nur eine linear funktionierende Geschichte bzw. ein Libretto integriert, sondern auch das Werden und Wachsen dieses lebendigen Raums, den Márquez in seinen Texten so verständlich zu realisieren versteht. Die Figuren und die Instrumente, die von der Entstehung bis zur definitiven Verwandlung des Materials sich in vielen Spiegelungen zeigen und suchen, antworten darauf im permanenten Spiel eines fast halluzinatorischen Spiralimpulses – in Form einer organischen Struktur, in der jedes Element die Keimzelle einer neuen Geschichte in sich trägt.“

Der Komponistin zufolge enthält die Komposition auf sämtlichen Ebenen eine „rumänische Signatur“, was sich „am Intervallrepertoire, an bestimmten Tonfolgen, bestimmten Zusammenklängen und Zeitabläufen“ zeige. Auch die Verzierungen mit sehr kleinen Intervallen in den Gesangslinien seien von der Gesangstradition der rumänischen Volksmusik inspiriert. Die Viertelton-Intervalle und die komplexen rhythmischen Strukturen betrachtet sie nicht als zeitgenössische Technik, sondern als stilisierte Fortführung der uralten Tradition der Lieder rumänischer Bauern.
Die Aufgaben der Solisten wechseln zwischen deklamierendem und melodramatischem Sprechen und ariosem Gesang. Die musikalische Struktur wirkt leicht und filigran. Die Komponistin verzichtet auf oberflächliche Klangeffekte. Die Farben des Kammerorchesters werden sensibel eingesetzt. In der zweiten Szene, als die Großmutter ihre Enkelin erstmals zur Prostitution zwingt, bleibt das teils gesungene, teils gesprochene Feilschen um ihre Jungfräulichkeit trotz der hier eingesetzten großen Besetzung mit sämtlichen Streichern, Schlagzeug, Cembalo und Holzbläsern jederzeit textverständlich.
Die Gesangslinien bilden die unterschiedlichen Charaktere der Hauptpersonen ab. Die „irren Koloraturen“ der Großmutter beispielsweise entsprechen ihrem Wahnzustand; die Partie der unterwürfigen Eréndira dagegen wirkt häufig stark zurückhaltend oder schlafwandlerisch. Es gibt nur wenig Verbindungen zwischen den Gesangsstimmen und den Instrumenten. Zu den musikalischen Mitteln im Instrumentalsatz zählen „Streicherflageoletts in extrem hoher Lage, oszillierende Spaltklänge der Bläser, dezente Akkordbrechungen der Gitarre und getuschelte Schlagzeugeffekte“ sowie häufige Glissandi.

### Orchester
Die kammermusikalische Besetzung der Oper benötigt die folgenden Instrumente:
- Holzbläser: Flöte, Oboe, Klarinette, Fagott
- Blechbläser: Horn, Trompete, Posaune
- Schlagzeug (drei Spieler)
- Gitarre
- Klavier (auch Cembalo, Orgel, Celesta, Synthesizer)
- Streicher (solistisch): Violine 1, Violine 2, Bratsche, Violoncello, Kontrabass

## Werkgeschichte
Eréndira ist das dritte Bühnenwerk der rumänischen Komponistin Violeta Dinescu. Das Libretto von Monika Rothmaier basiert auf Gabriel García Márquez’ Erzählung Die unglaubliche und traurige Geschichte von der einfältigen Eréndira und ihrer herzlosen Großmutter. Es handelt sich um ein Auftragswerk der Landeshauptstadt München in Koproduktion mit dem Staatstheater Stuttgart.
In einem Interview berichtete die Komponistin, dass sie die Idee zu dem Stoff hatte, nachdem sie bei einem Sonntags-Spaziergang durch Baden-Baden an einem Büchertisch zur Entspannung einen Band Novellen von Márquez erstanden hatte. Sie sei schon seit Monaten vergeblich auf der Suche nach einem geeigneten Opernstoff gewesen und hatte gerade erst beschlossen, diese vorerst aufzugeben. Die letzte Erzählung dieses Bandes habe sie sogleich angesprochen, und am Ende habe sie gewusst, dass sie ihren Stoff gefunden hatte. Besonders interessiert habe sie daran die „Verbindung von phantastischen Elementen und Realität“ und die „enorme Symbolkraft der Erzählung“. Der „Umschlag von Realem ins Phantastische und Mythische“ sei auch für die rumänische Kultur charakteristisch.
Die musikalische Leitung der Uraufführung am 18. März 1992 im Kammertheater der Staatsoper Stuttgart hatte Bernhard Kontarsky. Die Inszenierung stammte von Beat Fäh, Bühne und Kostüme von Carolin Mittler. Zu den Sängern zählten Catriona Smith als Eréndira und Catherine Gayer als Großmutter. Ab dem 7. Mai 1992 wurde das Werk in der Muffathalle München gespielt.
1993 (Premiere am 17. März) gab es eine Produktion des Hans Otto Theaters Potsdam in einer Inszenierung von Bernd Weißig mit einer Ausstattung von Matthias Körner. Die musikalische Leitung hatte Diether Noll. In den Hauptrollen sangen Alenka Genzel (Eréndira), Christina Ascher (Großmutter) und Hans-Georg Priese (Ulysses). Die Produktion wurde im Juni 1993 auch als Gastspiel bei den 3. Tagen des Neuen Musiktheaters in Nordrhein-Westfalen gezeigt.
Im selben Jahr (Premiere am 9. Oktober 1993) nahm auch die Wiener Kammeroper die Oper ins Programm. Es handelte sich um eine Koproduktion mit der Wiener Staatsoper und der Wiener Volksoper. Regie führte Kornelia Repschläger. Bühnenbild und Kostüme stammten von Mimi Zuzanek. Manfred Ramin leitete Mitglieder des Symphonischen Orchesters Bratislava. Die Hauptrollen sangen Alessandra Catterucci (Eréndira), Christina Ascher (Großmutter) und Josef Luftensteiner (Ulysses).
Im Dezember 2002 gelangte Eréndira im Oldenburgischen Staatstheater zur Aufführung. Diese Produktion war ein großer Erfolg mit vielen ausverkauften Vorstellungen. Die Inszenierung stammte von Masche Pörzgen, Bühne und Kostüme von Cordelia Matthes. Es dirigierte Eric Solén. Die Titelrolle sang Anja Metzger, die Großmutter erneut Christina Ascher und den Ulysses Paul Brady.